# ردفورد (نیویورک)
ردفورد (به انگلیسی: Redford) یک منطقهٔ مسکونی در ایالات متحده آمریکا است که در شهرستان کلینتون، نیویورک واقع شده‌است. ردفورد ۳٫۸ کیلومتر مربع مساحت و ۴۷۷ نفر جمعیت دارد و ۳۵۷ متر بالاتر از سطح دریا واقع شده‌است.